# 桜島横山町
桜島横山町（さくらじまよこやまちょう）は、鹿児島県鹿児島市の町。旧大隅国大隅郡桜島郷横山村、北大隅郡西桜島村大字横山、鹿児島郡桜島町大字横山。郵便番号は891-1419。人口は288人、世帯数は135世帯（2020年4月1日現在）。
活火山である桜島の西部に位置している。町域の西部には鹿児島市街と桜島を結ぶ桜島フェリーの発着港である桜島港の桜島フェリーターミナルがあり、桜島の玄関口となっている。
1914年（大正3年）に発生した桜島の大正大噴火では火口の南西方向に流出した溶岩流によって西桜島村最大の集落であった横山は埋没した。横山に置かれていた村役場や小学校や郵便局も埋没し、噴火が終息した後にこれらの施設は他の集落へ移転した。

## 地理

桜島の溶岩分布図。桜島横山町はほぼ全域が大正溶岩に覆われている。

桜島の西部に位置する。町域の北方には桜島小池町、南方には大正袴腰溶岩を隔てて桜島赤水町がそれぞれ接しており、西方には鹿児島湾に面している。
町域を南北に国道224号、鹿児島県道26号桜島港黒神線が通る。町域の中央部に桜島港があり、桜島と薩摩半島を結ぶ桜島フェリーの発着所となっている。町域の北端には城山自然公園（桜島自然恐竜公園）がある。桜島の南西麓に位置しており、桜島横山町の北東部を含む南岳火口及び昭和火口から半径2キロメートルの区域は2020年現在、災害対策基本法の規定に基づき鹿児島市長によって警戒区域に設定されており、災害応急対策に従事する者以外の立ち入りが禁じられている。
桜島の大正大噴火によって桜島の火口南西方向に流出した溶岩（大正袴腰溶岩）が現在の町域の南部にあたる陸地となっている。大正袴腰溶岩の標高200メートル付近にはクロマツの群落、イタドリの群落がみられ、町域を通る国道224号沿いにはクロマツやヤシャブシ、シャシャンボ、ノリウツギ、ススキ、イタドリ、ムベなどの植生がみられる。
町域の北部にある袴腰台地は「桜島町郷土誌」によれば約1万800年前の古い時代に生成された台地であり、下部は砂岩と頁岩などの堆積岩、上部はシラスが堆積している。

### 自然公園・自然保護地区
桜島横山町の全域が国立公園である霧島錦江湾国立公園の区域に指定されており、特別区域特別保護地区（桜島西溶岩原・桜島山頂）・第1種特別地域（桜島西溶岩原・袴腰）・第3種特別地域（袴腰・沖小島・神ヶ瀬・赤水・桜島南西麓）・海域公園地区（桜島海域公園地区・神瀬）・普通地域から構成される。

### 山岳
- 城山（71.5 メートル）

### 島嶼
- 沖小島（おこがしま）
桜島の南西沖、持木町の南西1.7 キロメートル、燃崎の沖0.9 キロメートルに浮かぶ無人島[17][18]。周囲1.4 キロメートル、面積は3,600 平方メートルである[17]。江戸時代の嘉永3年（1850年）には沖小島砲台が置かれ[19]、文久3年（1863年）7月2日に鹿児島湾において薩摩藩とグレートブリテン及びアイルランド連合王国（イギリス）との間で勃発した薩英戦争の際にはイギリス艦隊への背面攻撃に使用された[17]。
- 神瀬（かんぜ）
桜島赤水町の1.5 キロメートル沖に浮かぶ砂礫丘[20]。波風が強い時は全島が潮で洗われる程度の小島である[20]。

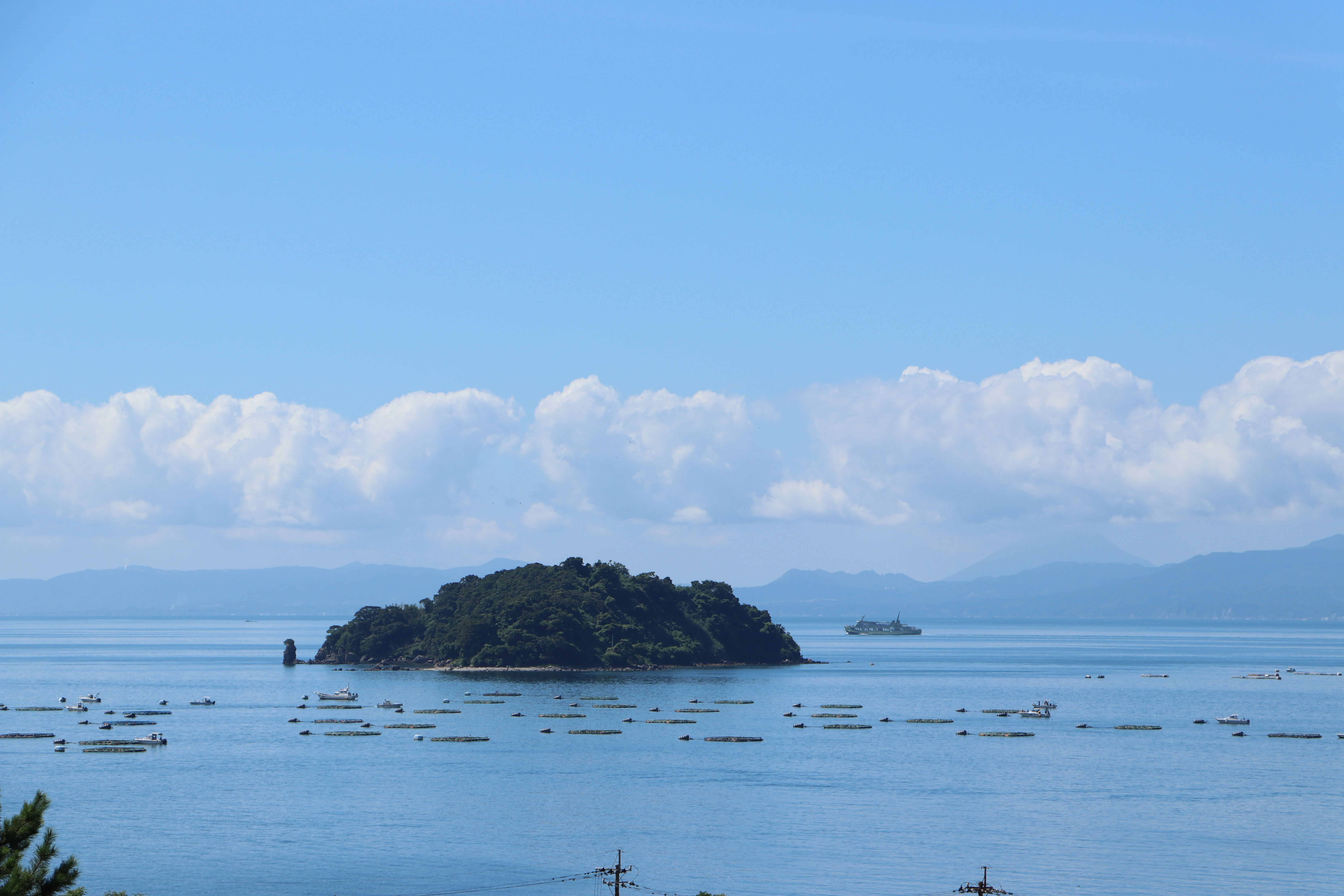
沖小島
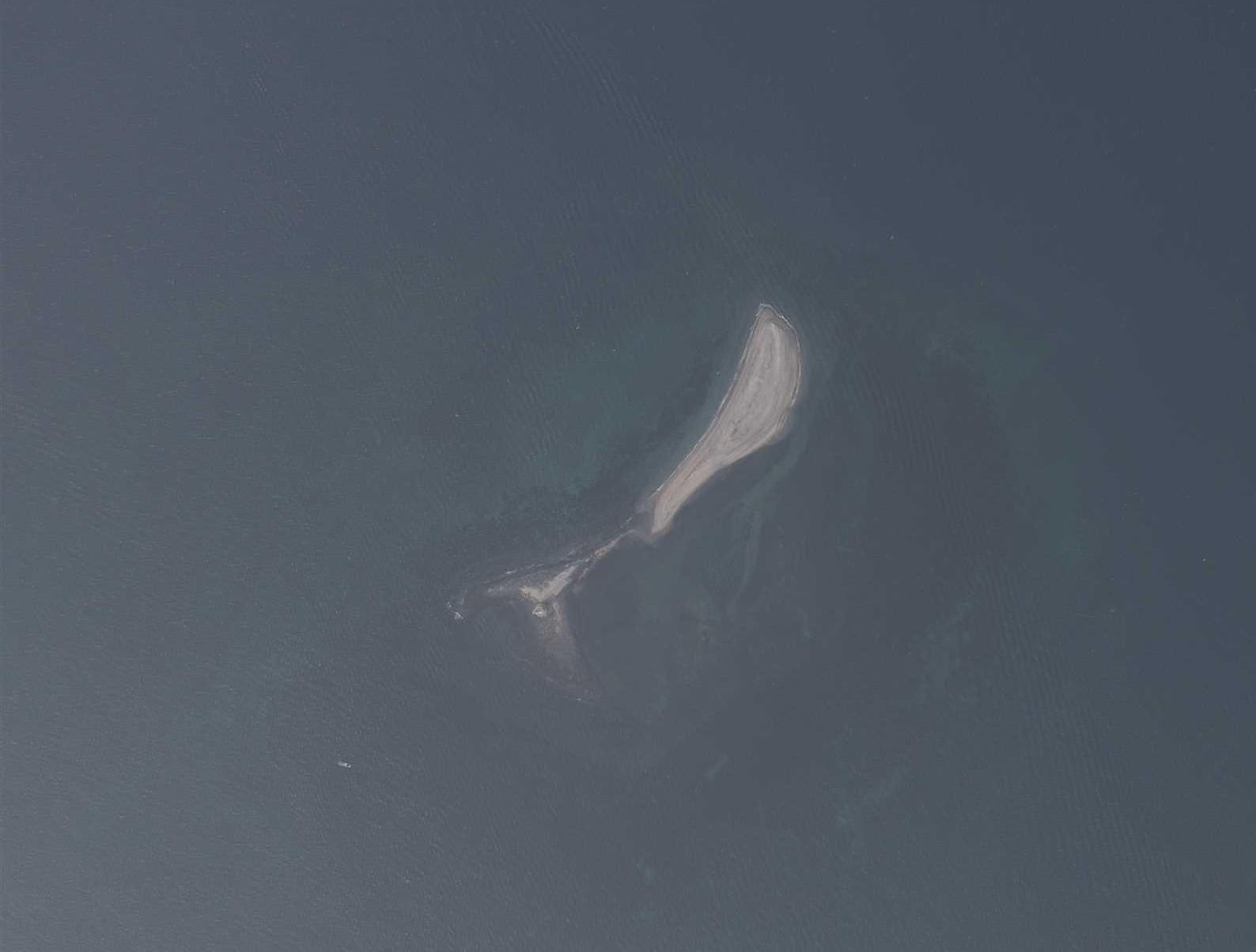
神瀬

## 歴史

### 横山の成立と中世
横山という地名は鎌倉時代より見え大隅国向島のうちであった。鎌倉時代初期には島津忠久によって向島地頭に任じられた東条安房が横山に居住したことから横山氏を称したとされる。
南北朝時代には上山城（現在の城山）の城主であった上山氏が桜島に進出している。集落背後にある城山は長門城（三角城ともいう）の跡であり、文明（1469年-1487年）年間の頃より島津忠弘が長門城に入り桜島を支配したとされ、元亀（1570年-1573年）年間には鎌田政近が長門城を守っていたとされている。

### 近世の横山村

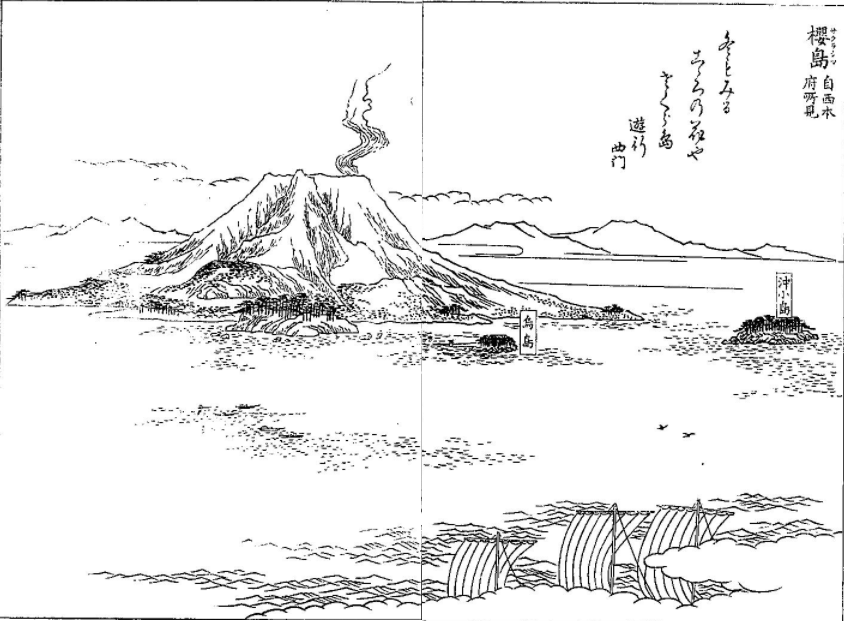
鹿児島城下から望む桜島の絵図。烏島や沖小島が見える（三国名勝図会）

江戸時代には大隅国大隅郡桜島郷（外城）のうちであった。村高は「天保郷帳」では273石余、「郡村高辻帳」では273石余、「三州御治世要覧」では225石余、「旧高旧領取調帳」では216石余であった。桜島では嶽村（現在の桜島武町）に次いで石高を有していた。
横山村は桜島郷行政の中心地であり、地頭仮屋が置かれ、その周囲に郷士が居住しており麓が形成されていた。桜島に居住していた446軒の郷士のうち61 パーセントが横山村に居住していた。横山村には浦町が置かれていたとされ、「藩法集 8 薩摩藩上」の御領国中諸浦数のうちに横山村が含まれている。
測量家である伊能忠敬は文政7年（1824年）には小池（現在の桜島小池町）も横山村のうちであったと記録している。「三国名勝図会」にも「小池は横山村の内」と記されている。また横山村の南方に浮かぶ鳥島、沖小島（沖ノ島）も横山村のうちであった。
薩摩藩の地誌である三国名勝図会には沖小島について以下のように記されている。

沖小島　湯之村の前にあり、横山に屬す、大きさ烏島の倍す、出水あり、文明七年八月、野尻村火を發せし時、烏島と一時に涌出せしといふ、是安永中、新島の涌出せし類なるべし、或は云文明七年以前、櫻島發火の時涌出せしと、今松樹多し、
—三国名勝図会巻四十三
安永年間に発生した桜島の安永大噴火の際には横山村の村民は鹿児島城下（現在の鹿児島市街）に避難している。嘉永3年（1850年）には沖小島と横山に砲台が建設され、万延元年（1860年）には遠見番所、文久3年（1863年）には城山に砲台が築かれた。同年7月2日に鹿児島湾において薩摩藩とグレートブリテン及びアイルランド連合王国（イギリス）との間で勃発した薩英戦争の際には横山・袴腰に国分郷・囎唹郡郷の兵が配備された。またイギリス艦隊は小池村・横山村の沖に停泊し、郷士らは戦闘配備についた。
1882年（明治15年）には横山城山添に桜洲小学校が創立され、1887年（明治20年）に鹿児島警察署の警察官駐在所が横山に置かれた。また同年4月2日には「 鹿兒島縣下分郡ノ件」（明治20年勅令第7号）により大隅郡が南北に分割され、横山村は北大隅郡の所属となった。

### 町村制施行から大正大噴火まで
1889年（明治22年）4月1日に町村制が施行されたのに伴い、桜島の西半分にあたる横山村、赤水村、小池村、赤生原村、武村、藤野村、西道村、松浦村、二俣村、白浜村の区域より北大隅郡西桜島村が成立した。それに伴いそれまでの横山村は西桜島村の大字「横山」となった。また、大字横山の桜洲小学校の北側に西桜島村役場が置かれた。1893年（明治26年）には郵便局が置かれた。
1897年（明治30年）4月1日には「 鹿兒島縣下國界竝郡界變更及郡廢置法律」（明治29年法律第55号）によって北大隅郡が鹿児島郡に統合され、西桜島村は鹿児島郡のうちとなった。1914年（大正3年）までは黒糖の製造が行われていたほか、大根や果樹類の産地であった。また、桜島では最も大きな漁業者の集落があり、海岸では地引き網が盛んであった。

### 大正大噴火による埋没

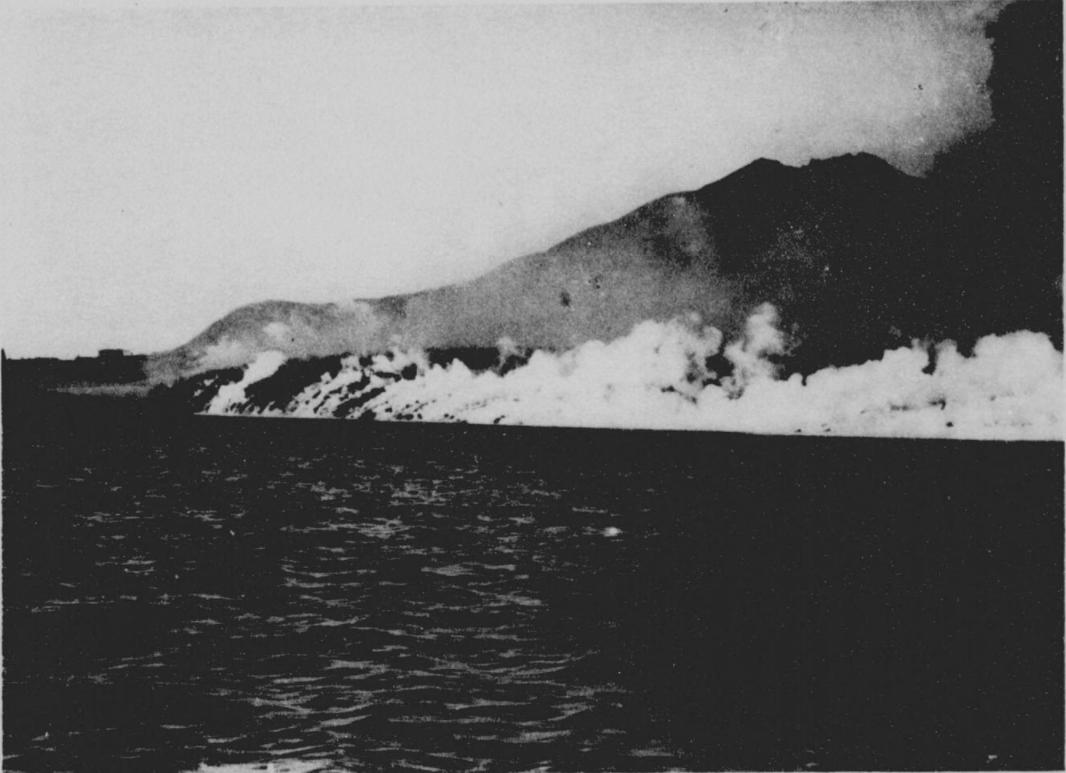
大正大噴火によって埋没した横山

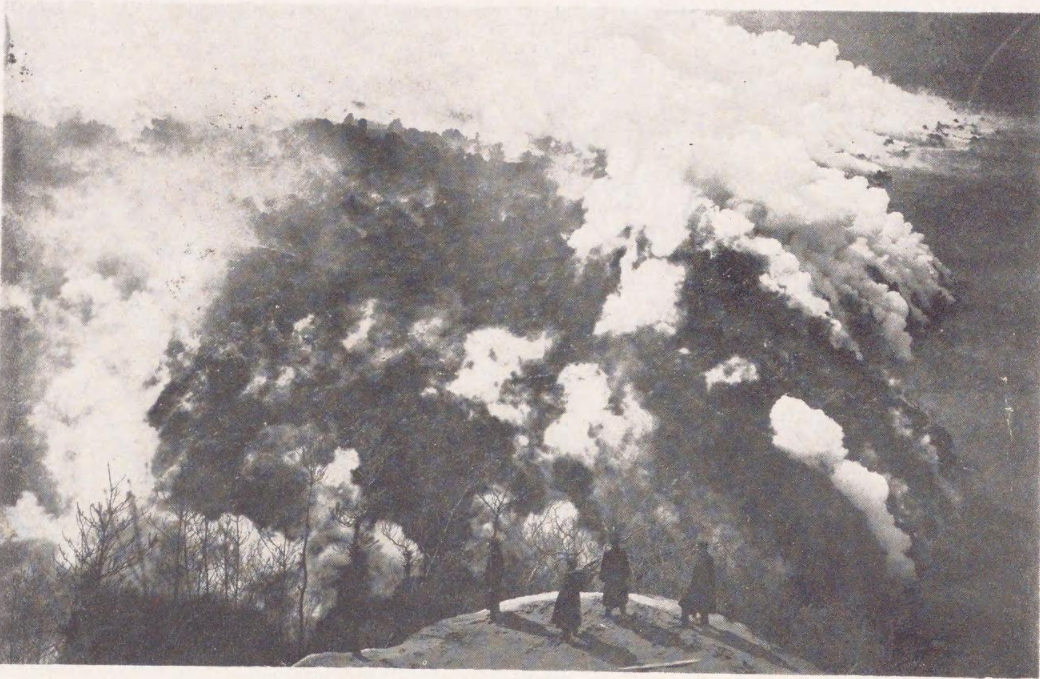
袴腰から観る溶岩流

1913年（大正2年）の夏ごろには桜島の噴火の前兆ともみられる井戸が涸れ始める現象がみられていたほか、翌年の1月11日になると「十一日午前二時頃より地震を感じ，午前九時頃より山頂の岩石崩落の音盛にして，午後四時前後よりは，屋内に居ること能はず」と横山の住民が述べており、横山の東方にあたる山上の岩が絶えず崩れ落ちてその音が大きく響き渡っていた。島民は不安に感じて横山郵便局から鹿児島測候所に判定を依頼したものの、「桜島には異常はない」という回答が返ってくるのみであった。
1914年（大正3年）1月12日に桜島の爆発が発生し、噴煙は高さ約1万メートルに及んだ（大正大噴火）。爆発当時の横山の人口は2,739人、戸数は415戸であった。当時の横山には西桜島村役場、郵便局、巡査駐在所、尋常高等小学校が置かれていた。
爆発発生直後の12日の午前8時に横山巡査派出所から救助船派遣の要請が行われ、桜島の対岸にあたる鹿児島市や鹿児島警察署は鹿児島湾内に停泊していた船舶を徴発して救護船として横山や小池などの集落に救助に向かい、鹿児島警察署は蒸気船「鶴丸」で袴腰（現在の桜島港付近）に着岸し横山・小池・赤水などの住民を収容した。横山の住民は全員が鹿児島市に避難した。
1月13日には横山の山手側に赤い噴火口が一列に並んだのが確認され、夕方には横山方面へ溶岩流の流出が確認された。1月15日には横山方面に流れた溶岩流は烏島付近の海中に突入し、1月17日に烏島一帯が溶岩で埋没し桜島と接続した。西桜島村最大の集落であった横山は溶岩流に埋め尽くされ、字域内にあった420戸、畑地122町歩が埋没した。
1889年（明治22年）の村制施行時より横山に置かれていた西桜島村役場は溶岩に埋没したことにより、対岸の鹿児島市にある鹿児島郡役所に臨時の村役場を設置した。その後大字西道（現在の桜島西道町）の民家に仮役場が設置され、その後大字藤野（現在の桜島藤野町）に新庁舎を建設し移転した。役場が埋没したことにより、同年の司法省告示「 鹿兒島縣鹿兒島郡西櫻島村戸籍役場備付ノ明治三十一年乃至同四十四年及大正三年分身分登記簿燒失」によれば1898年（明治31年）から1911年（明治44年）及び1914年（大正3年）の身分登記簿が焼失した。桜洲小学校（現在の鹿児島市立桜洲小学校）も埋没したことにより1915年（大正4年）に大字小池（現在の桜島小池町）へ移転した。また、横山郵便局は翌年の1915年（大正4年）8月15日付で廃止された。
住民の一部は桜島から移住し、種子島の北種子村中割（現在の西之表市）に数戸が移住したほか、当時日本の支配下（外地）にあった朝鮮半島の全羅北道（現在の大韓民国）に11名が移住を希望した。

### 大正大噴火以降

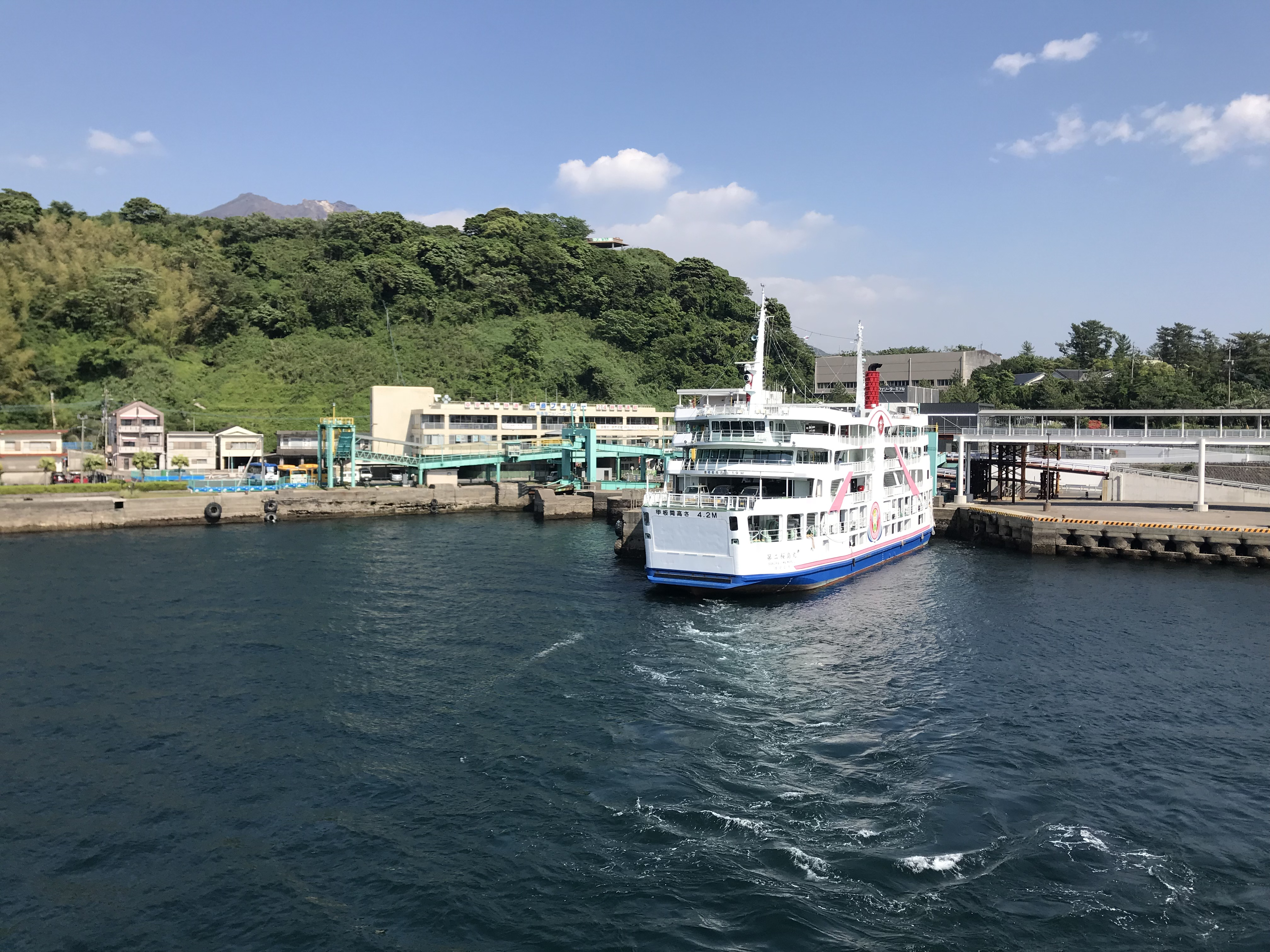
桜島フェリーから望む桜島港

第二次世界大戦中には城山台地付近に大日本帝国陸軍が高射砲基地を置いたほか、大日本帝国海軍の魚雷基地が置かれ、袴腰一帯は日本軍の要塞と化した。第二次世界大戦終戦後の袴腰一帯は軍需物資の処分のため一時的にアメリカ軍の支配下に置かれた。
1944年（昭和19年）7月1日には鹿児島港と袴腰港（現在の桜島港）の間で現在の桜島フェリーの前身となる船舶による自動車航送が開始され、8月30日には船舶事業を行う西桜島村企業部が大字横山に庁舎を建設した。同年の12月10日には鉄道省営バス（のちの国鉄バス）の垂水・袴腰線が営業を開始した。また、村営船によって交通量が増加したことにより垂水から袴腰までの鉄道路線の誘致活動が行われたが頓挫した。
1951年（昭和26年）10月1日には鹿児島地方気象台の観測所が置かれ、桜島における地動観測が行われるようになり、1955年（昭和30年）5月には京都大学桜島地震観測所（現在の京都大学防災研究所附属火山活動研究センター桜島火山観測所）が設置された。1973年（昭和48年）5月1日には西桜島村が町制施行し桜島町となった。
2004年（平成16年）11月1日に桜島町が鹿児島郡吉田町、日置郡松元町、郡山町、揖宿郡喜入町と共に鹿児島市に編入された。合併に際して設置された法定合併協議会である鹿児島地区合併協議会における協議によって、桜島町の区域の大字については「字の区域を廃止し、当該廃止された字の区域に相当する区域により新たに町の区域を設定し、その名称については表示案に基づき、各町の意向を尊重し合併までに調整するものとする」と協定された。
前述の協定に基づいて、合併前の10月26日に鹿児島県の告示である「 町の区域の設定及び字の廃止」が鹿児島県公報に掲載された。この告示の規定に基づき、それまでの大字横山は廃止され、大字横山の全域を以て新たに鹿児島市の町「桜島横山町」が設置された。

## 人口
以下の表は国勢調査による小地域集計が開始された1995年以降の人口の推移である。
| 年                 | 人口 |
| ------------------ | ---- |
| 1995年（平成7年）  | 353  |
| 2000年（平成12年） | 468  |
| 2005年（平成17年） | 474  |
| 2010年（平成22年） | 458  |
| 2015年（平成27年） | 388  |

## 文化財

### 市指定
- 方崎（穂崎）庚申塔（有形民俗文化財（民俗資料））[79]
- 沖小島砲台跡（記念物（史跡））[79]

## 施設

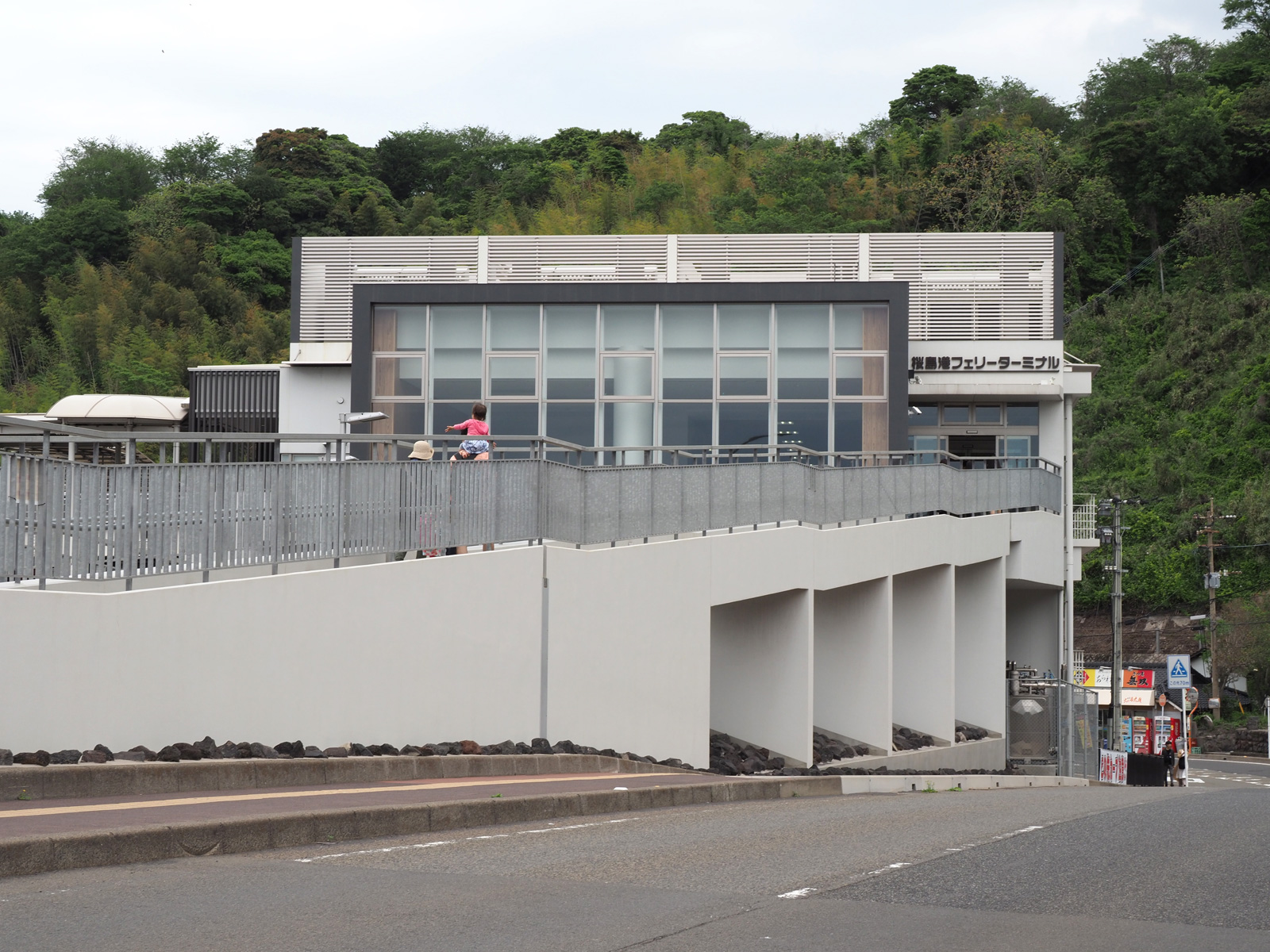
桜島フェリーターミナル

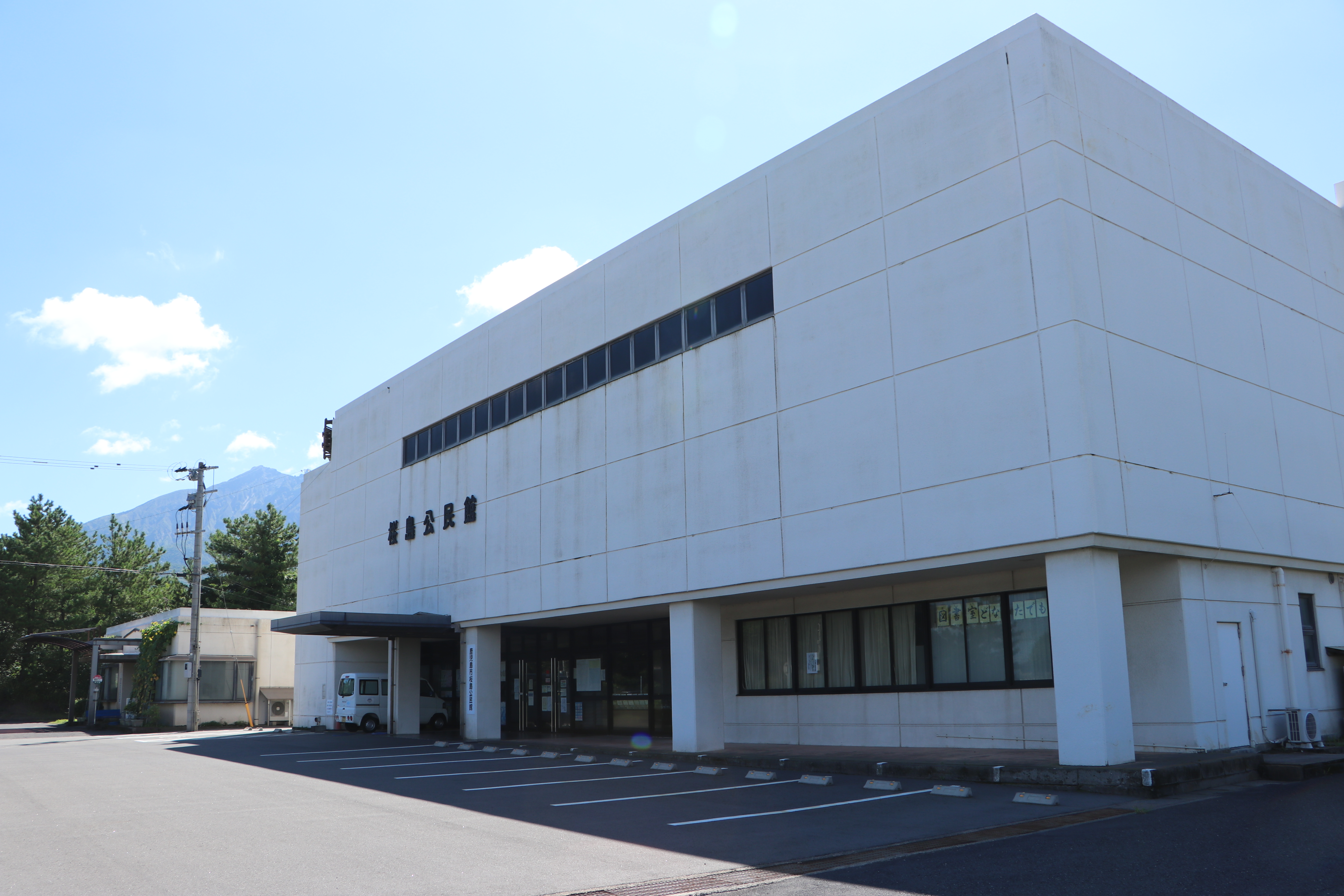
桜島公民館

### 公共
- 桜島フェリーターミナル[80]
  - 鹿児島市船舶局[81]
  - 桜島観光案内所[82]
  - 桜島港駐車場[83]
- 鹿児島市交通局桜島営業所[84]
- 桜島公民館[85][86]
  - 鹿児島市立図書館桜島公民館図書室[87]
- 桜島総合体育館[88][89]
- 桜島溶岩グラウンド[88]
- 桜島多目的広場[88][90]
- 鹿児島市高齢者福祉センター桜島[91]
- 国民宿舎レインボー桜島[92]
- 桜島レインボービーチ[93][94]
- 桜島海づり公園[95]
- 桜島ビジターセンター[96]
- 城山自然公園（桜島自然恐竜公園）[10]

### 教育
- 京都大学防災研究所附属火山活動研究センター桜島火山観測所[97]

### 寺社
- 月読神社（社格：県社）[98]
- 厳島神社[99]
- 御嶽蔵王権現社[100]

### その他
- 梅崎春生文学碑[101]

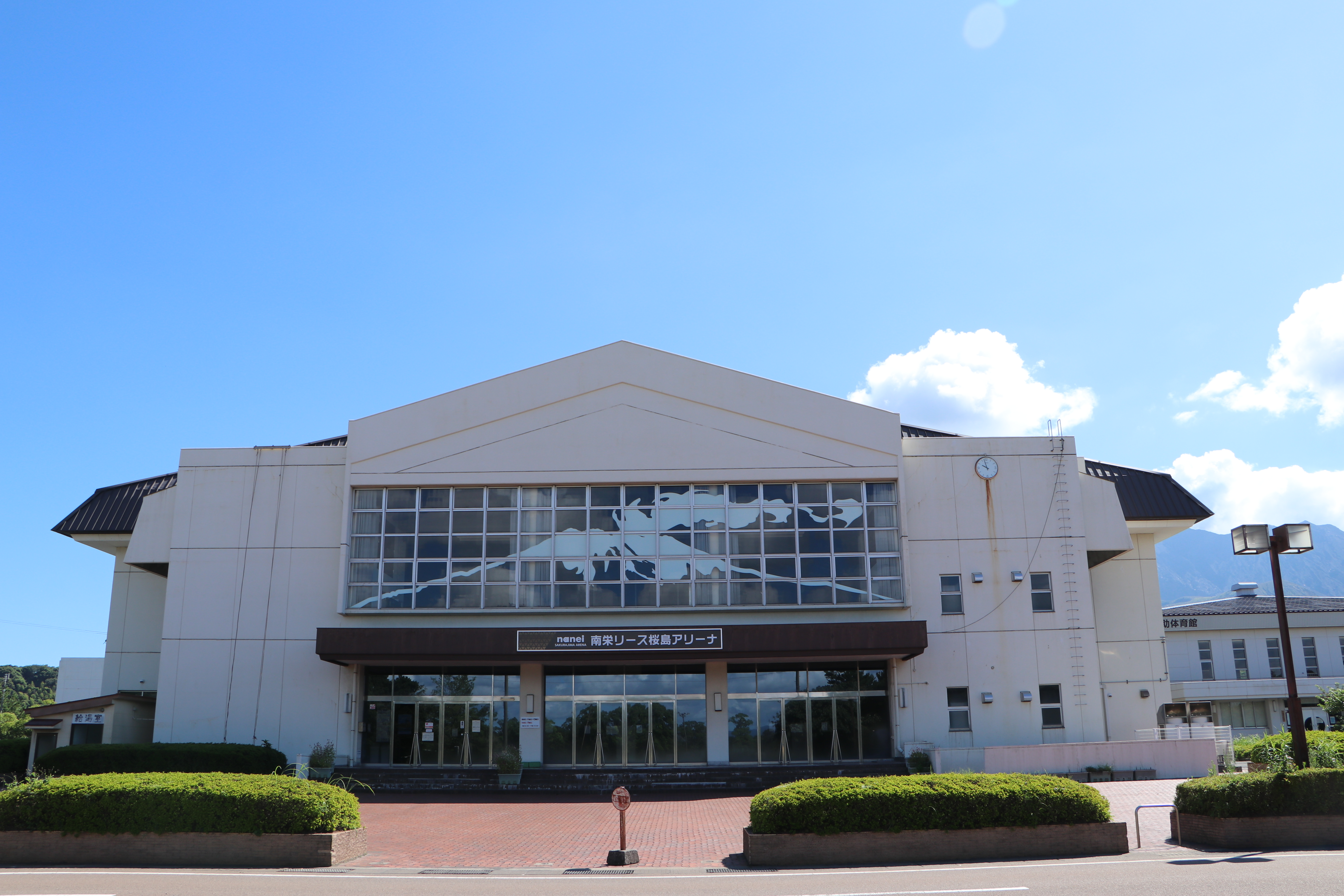
桜島総合体育館
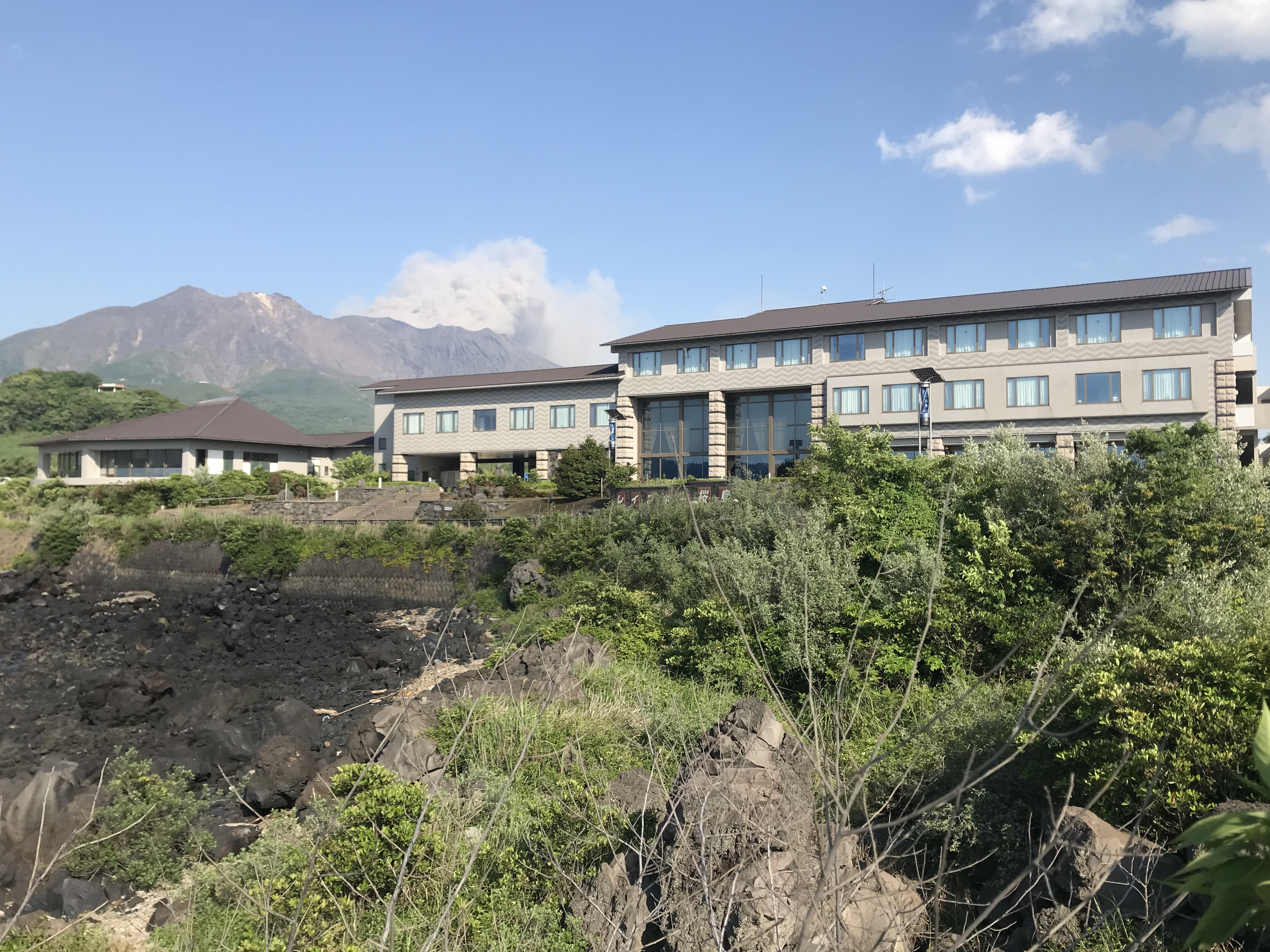
国民宿舎レインボー桜島
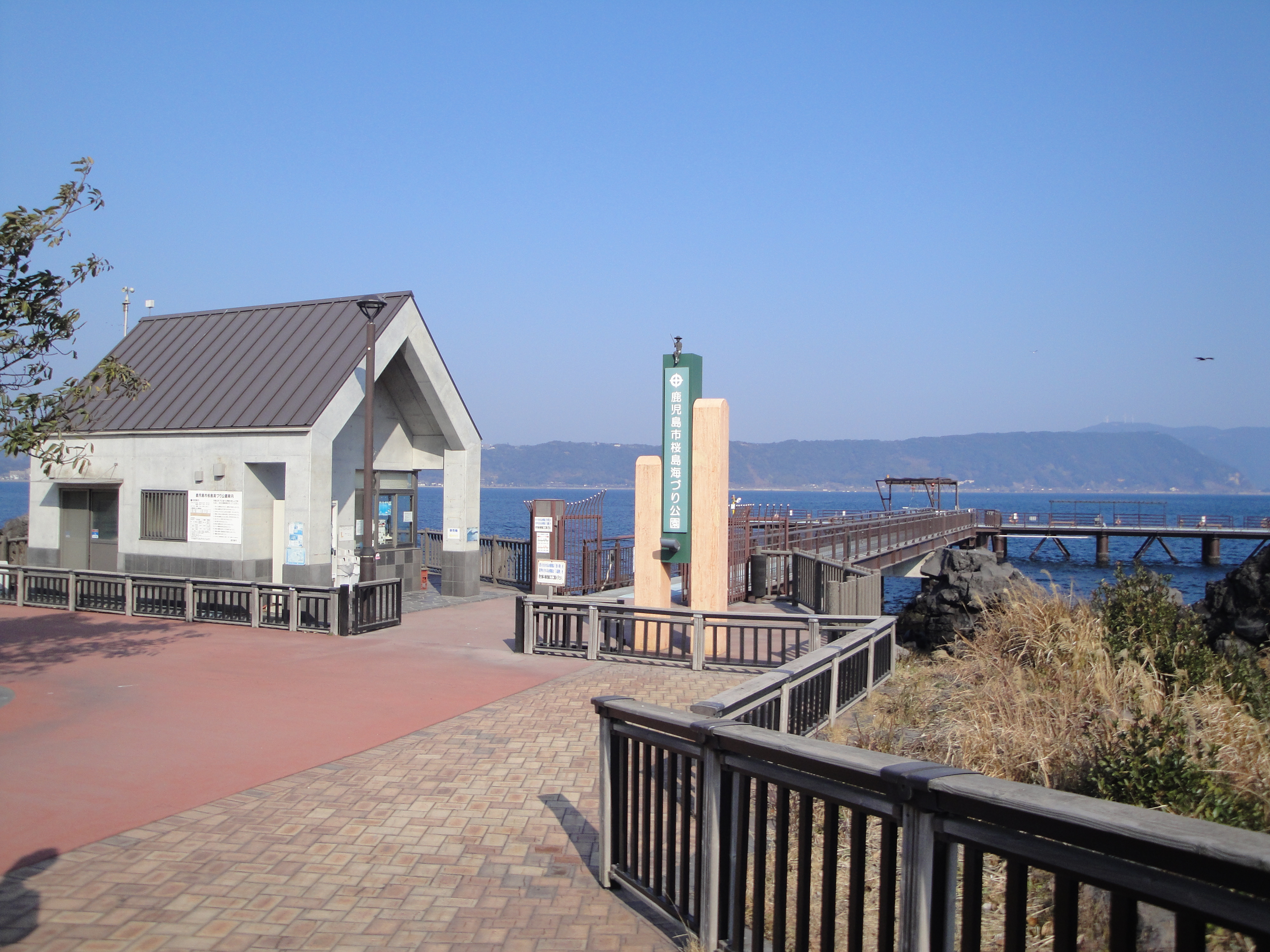
桜島海づり公園
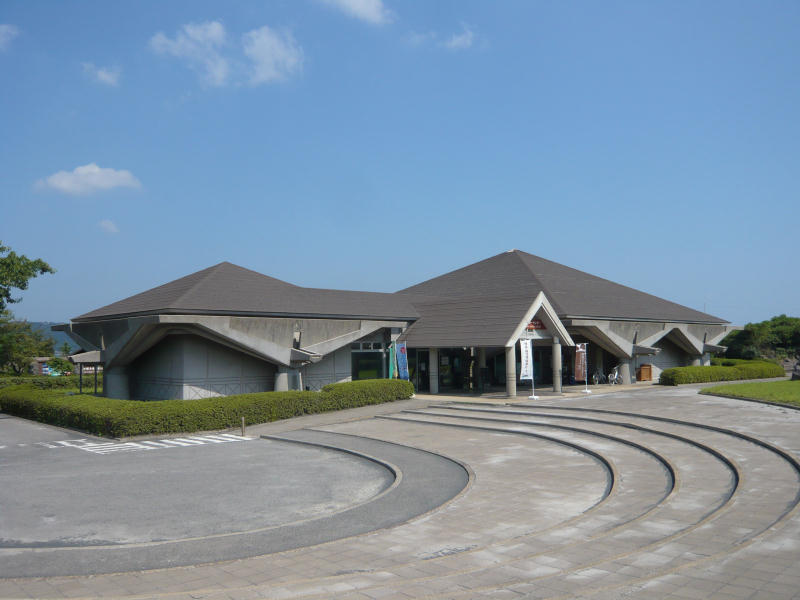
桜島ビジターセンター
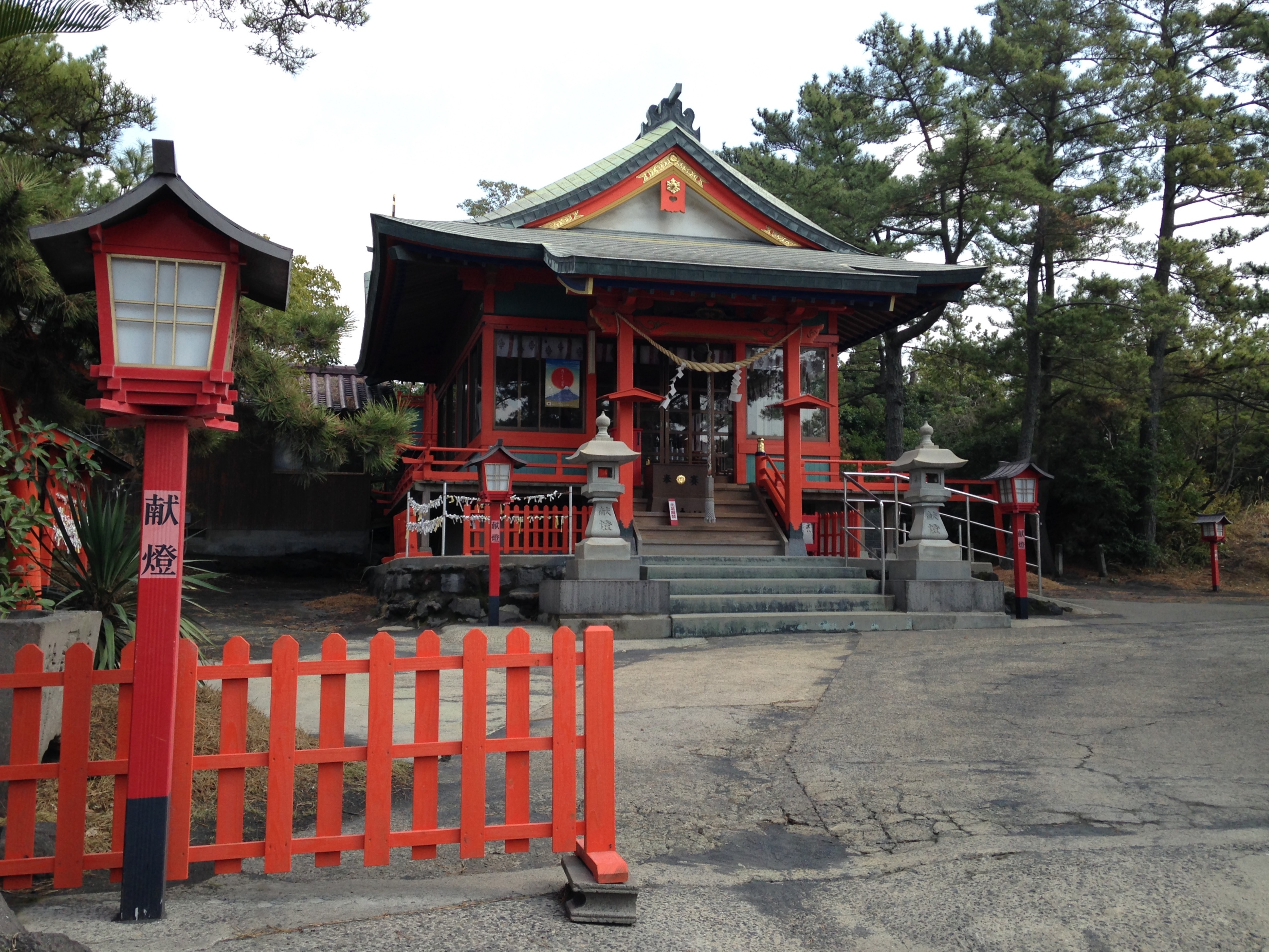
月読神社
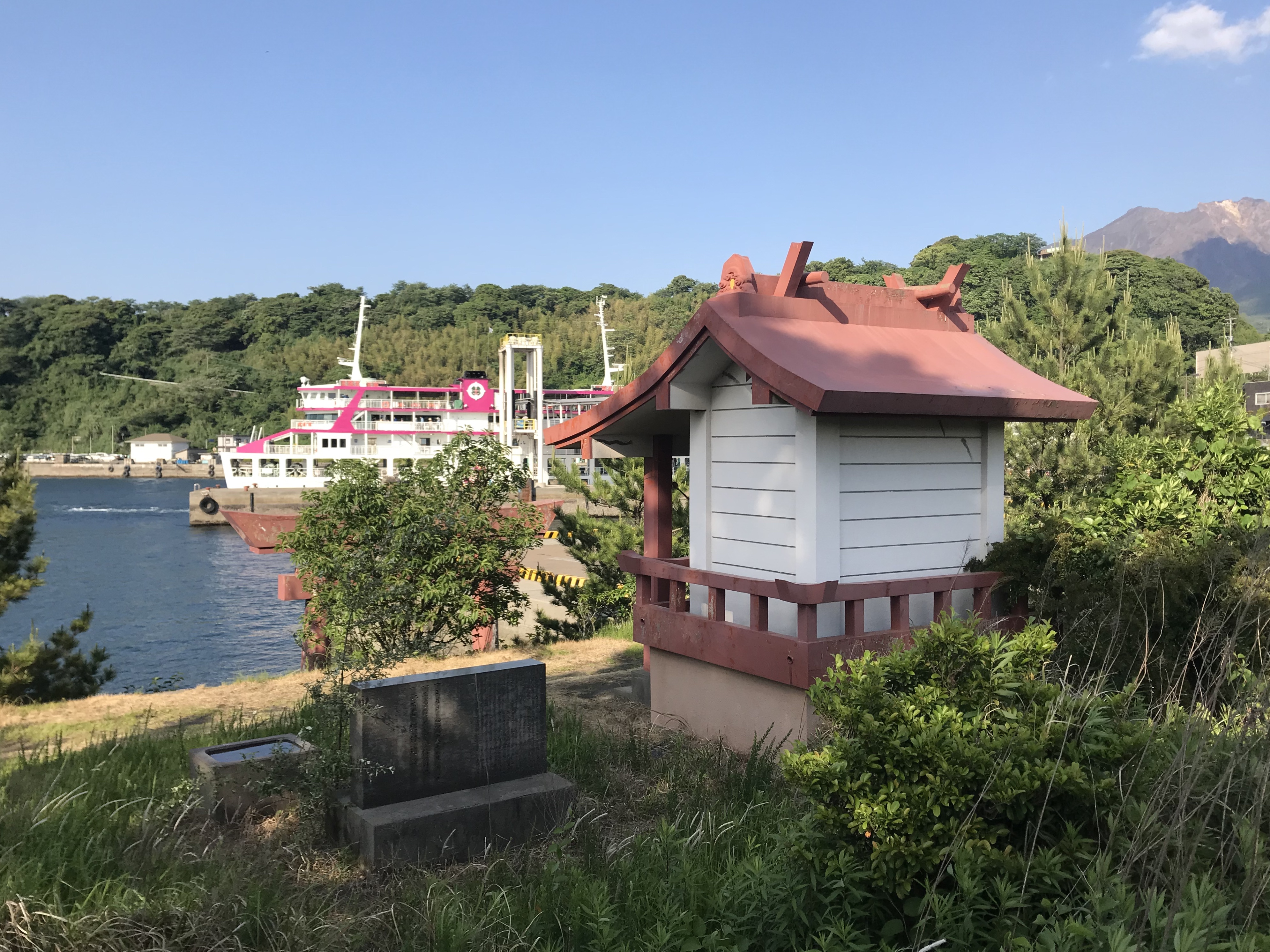
厳島神社

## 産業

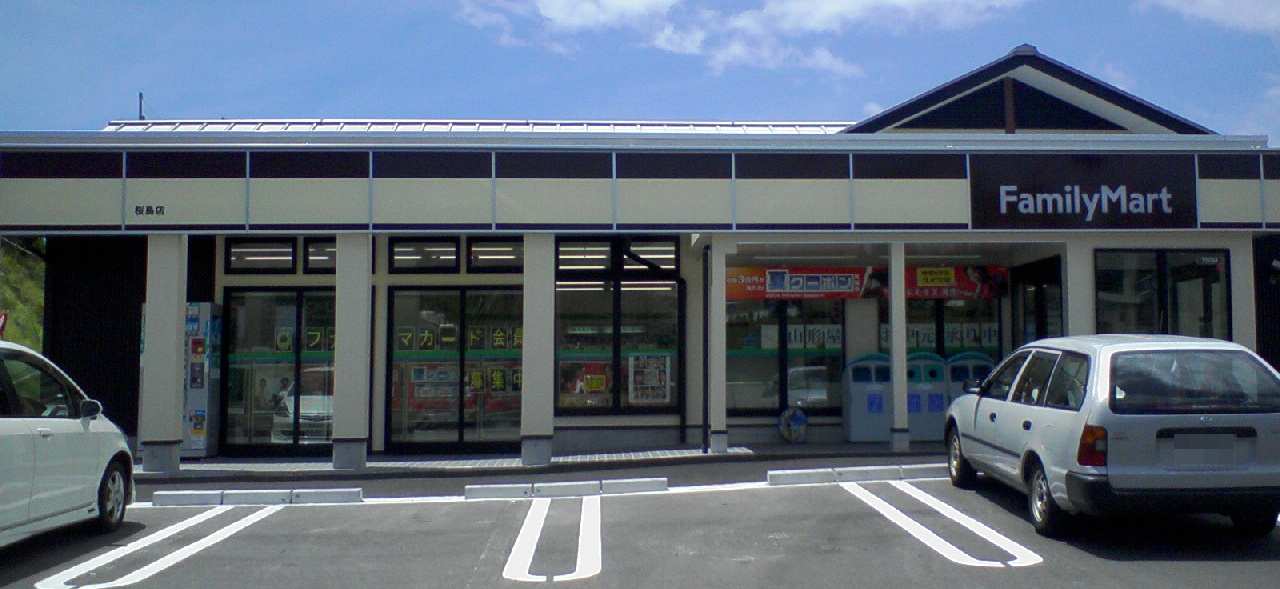
桜島横山町にあるファミリーマート桜島店。外装が桜島の景観に合わせてベージュと茶色をモチーフとした外装となっている。

2015年（平成27年）の国勢調査によると桜島横山町に居住する15歳以上の就業者数は139人であり、産業別では多い順に医療・福祉業28人、卸売業・小売業27人、建設業15人、宿泊業・飲食サービス業14人、サービス業10人となっている。
2014年（平成26年）の経済センサスによれば桜島横山町に所在する民営の事業所数は33事業所であり従業者数は264名であった。業種別には飲食料品小売業5事業所、道路旅客運送業4事業所、その他の小売業3事業所、水産養殖業、総合工事業、織物・衣服・身の回り品小売業がそれぞれ1事業所の順であった。

### 商業
第二次世界大戦終戦後に袴腰の月読神社参道沿線に小規模な観光土産品店が立ち並んでいたが、火災が発生したことにより周辺の溶岩地帯が整備され新たに観光土産品店が整備された。しかしながら、桜島の爆発や不景気により観光客は桜島を目的とする観光客中心から桜島を通過する観光客が中心となった。
1979年（昭和54年）には桜島町農協（当時）が経営するスーパーマーケットであるエーコープ桜島店が開店した。2000年（平成12年）4月25日には桜島ウォーターフロント整備事業の一環として国民宿舎であるレインボー桜島と温泉施設である桜島マグマ温泉が開業し、同年8月28日には国道224号の道の駅である「桜島」・総合交流ターミナル「火の島めぐみ館」が開業した。
2002年（平成14年）にはコンビニエンスストアであるローソン桜島店が開店し、国立公園の特別地域内であったことから景観を保つため桜島の溶岩色をイメージして茶色の外装をしていたが、2013年（平成25年）でローソン桜島店は閉店した。また、2007年（平成19年）にはファミリーマート桜島店が開店し、こちらも同様に桜島の景観に合わせてベージュと茶色をモチーフとした外装となっている。

## 教育

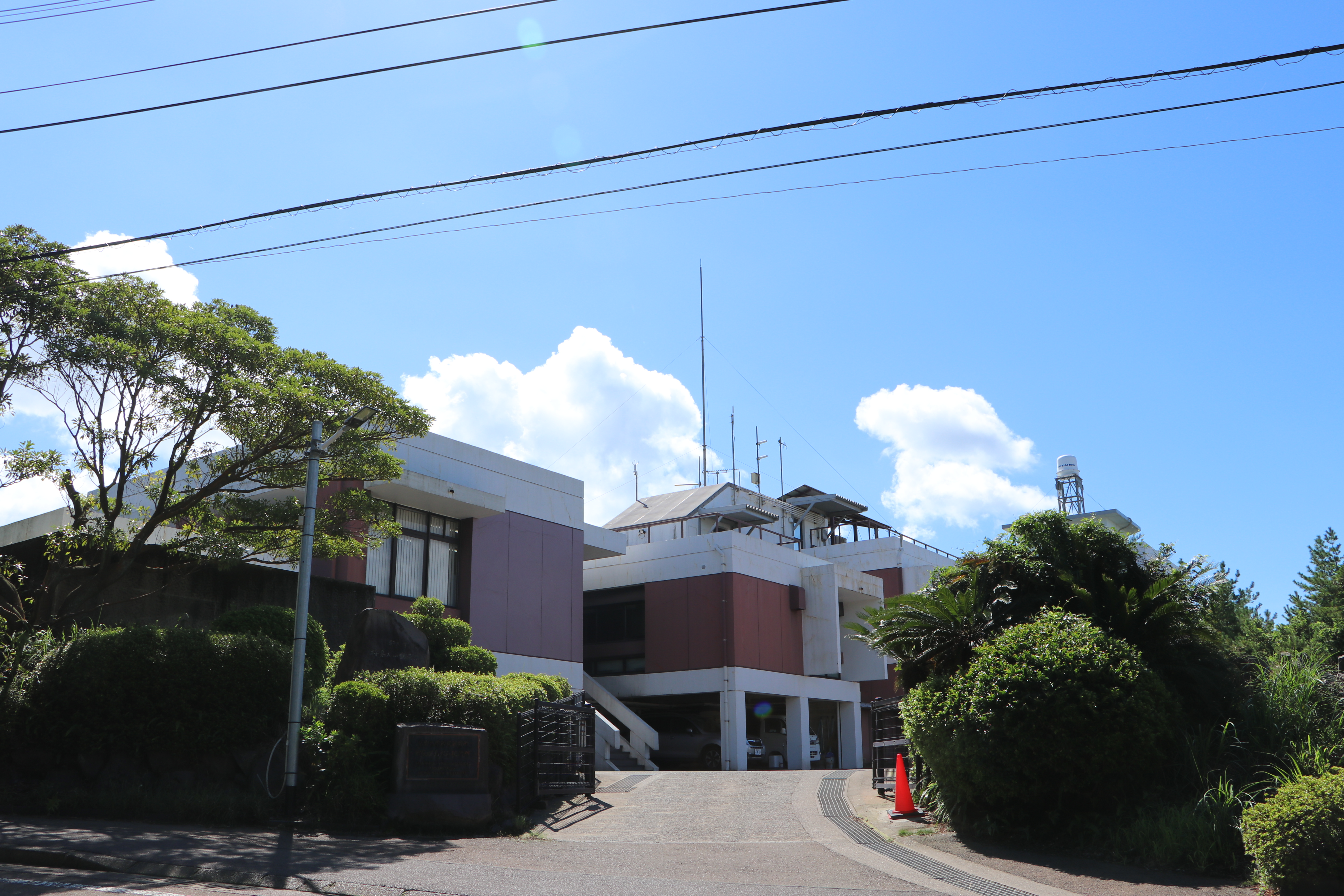
京都大学防災研究所附属火山活動研究センター桜島火山観測所

桜島横山町には研究機関である京都大学防災研究所附属火山活動研究センター桜島火山観測所が設置されている。かつては桜洲尋常高等小学校が設置されていた。
また、桜島全域を通学区域とする義務教育学校が桜島横山町の桜島溶岩グラウンドの敷地内に設置される予定であり、2026年（令和8年）度開校予定である。

### 研究機関
京都府京都市左京区吉田本町に本部を置く京都大学の施設として防災研究所附属火山活動研究センター桜島火山観測所が設置されている。1960年（昭和35年）12月の文部省令によって京都大学防災研究所の桜島火山観測所として設置された。日本において最も活動的な火山である桜島をはじめとして、硫黄島、口永良部島、諏訪之瀬島など霧島火山帯に属する火山群について実験・観測を行っている。桜島には桜島横山町にある観測所のほか、桜島東部の観測のため黒神町に黒神観測室を設置している。

### 中学校
桜島横山町には中学校は設置されておらず、桜島藤野町にある鹿児島市立桜島中学校の通学区域となっている。

### 小学校
かつて桜島横山町には桜洲尋常高等小学校（現在の鹿児島市立桜洲小学校の前身）が設置されていたが、1914年（大正3年）の桜島の大正大噴火によって流出した溶岩に校舎が埋没したことにより、1915年（大正4年）に大字小池（現在の桜島小池町）へ移転した。2021年（令和3年）現在、桜島小池町にある鹿児島市立桜洲小学校の通学区域となっている。

### 小・中学校の学区
市立小・中学校に通う場合、学区（校区）は以下の通りとなる。
| 町丁       | 番・番地 | 小学校               | 中学校               |
| ---------- | -------- | -------------------- | -------------------- |
| 桜島横山町 | 全域     | 鹿児島市立桜洲小学校 | 鹿児島市立桜島中学校 |

## 交通

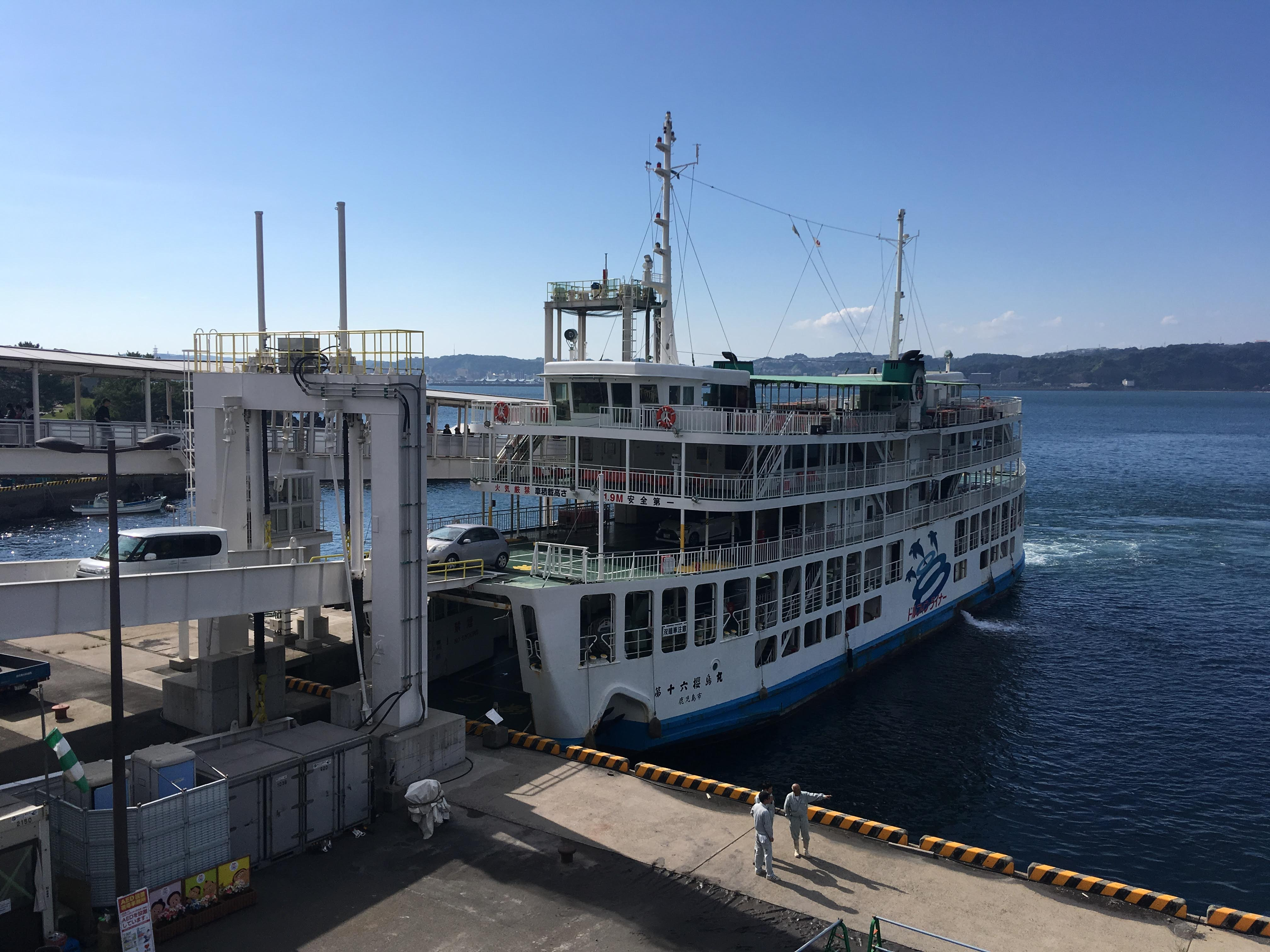
桜島港（桜島フェリーターミナル）に接岸している桜島フェリー。鹿児島港と桜島港を24時間運航で結ぶ桜島フェリーは桜島の住民の足であり、薩摩半島と大隅半島を結ぶ海上交通機関の役割を果たすほか、桜島の火山災害時には島外への避難船の役割を担う重要な交通機関である。

### 港湾
桜島横山町には桜島港がある。桜島港は1934年（昭和9年）に「袴腰港」として設置され、1939年（昭和14年）には西桜島村営の桜島フェリーの発着所となった。1943年（昭和18年）には自動車航送の岸壁が完成し、1953年（昭和28年）には地方港湾に指定された。1971年（昭和46年）には袴腰港から桜島港に改称された。
桜島港のうち桜島フェリー発着場（桜島フェリーターミナル）は鹿児島県が管理する。桜島フェリーターミナルは活動火山対策特別措置法の規定に基づく避難促進施設となっており、鹿児島市船舶局の「桜島噴火時等の避難確保計画」によれば火山災害発生時には日中においては観光客を含めて最大1,100人程度が桜島フェリーターミナルに避難することが想定されている。2018年（平成30年）に鹿児島市によって作成された「桜島火山ハザードマップ」によれば、避難港番号21として桜島港が掲載されている。2018年（平成30年）の「港湾統計年報」によれば桜島港の年間船舶乗降人員数は約344万人であり、広島県の厳島港、鹿児島市にある対岸の鹿児島港に次いで日本国内3位の乗降人員数を有する。
桜島港（桜島フェリーターミナル）を発着する「桜島フェリー」は、桜島横山町に本局を置く鹿児島市の地方公営企業である鹿児島市船舶局が運営する公営のフェリーである。鹿児島市街と桜島を結ぶ役割のほか、薩摩半島と大隅半島を結ぶ海上交通機関の役割も果たしている。また火山災害発生時には救難船舶としての役割も果たす。フェリーとしては日本国内で唯一24時間運航を実施しており、鹿児島港と桜島港を日中は10分～15分間隔、夜間は1時間間隔で結んでいる。鹿児島市船舶局によれば、年間の乗客数は520万人、航送車両数は153万台であり世界屈指の輸送量となっている。
- 桜島港（地方港湾[129]、避難港（21番）[122]）
  - 桜島フェリー（鹿児島市船舶局）：鹿児島港 - 桜島港

### 道路
一般国道
- 国道224号（桜島港～鹿児島港間は海上国道）

主要地方道
- 鹿児島県道26号桜島港黒神線

道の駅

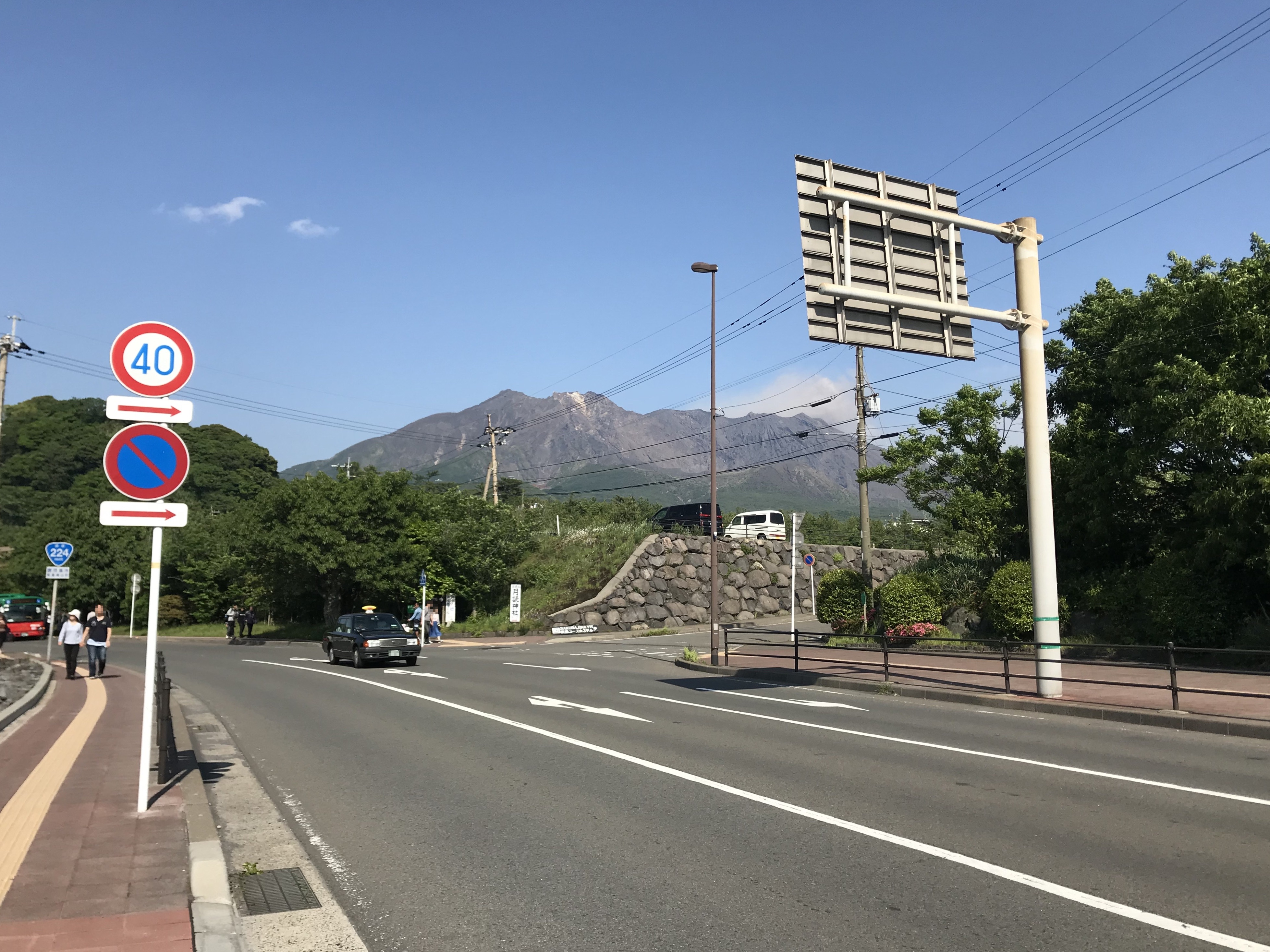
国道224号
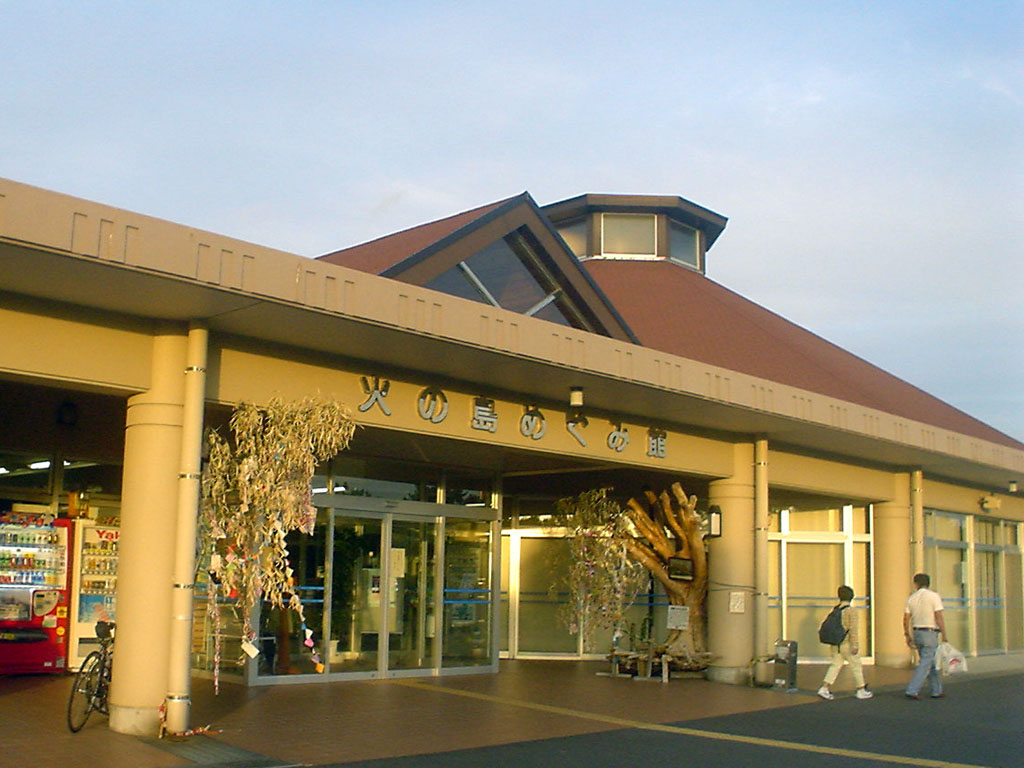
道の駅桜島

- 国道224号
- 道の駅桜島

### 路線バス
- 鹿児島市交通局
  - （サクラジマアイランドビュー[131]）桜島港 - 火の島めぐみ館 - レインボー桜島 - ビジターセンター -
  - （60番 桜島線[132]） 桜島苑 - 東白浜：桜島苑 - 桜島団地 - 旬彩館前 - 桜島港 -
- 鹿児島交通
  - 桜島港 - 垂水港：桜島港 -